# Burg Riegel
Die Burg Riegel ist eine abgegangene Höhenburg auf dem Michaelsberg auf 241 m ü. NN bei der Gemeinde Riegel am Kaiserstuhl im Landkreis Emmendingen in Baden-Württemberg. Neben dem erhaltenen Burggraben befindet sich dort noch heute die Michaelskapelle, die bereits im 10. Jahrhundert existierte. 
Im 12. Jahrhundert wurde die Burg um die Kapelle herum errichtet, die sich in Vorhof, hintere und mittlere Burg gliederte. Die Burg war durch die  Flüsse vor Angreifern geschützt. Bauherren waren die Herren von Roggenbach, denen die Üsenberger 1238 als Burgherren folgten. Im 14. Jahrhundert wurde die Burg zunächst an die Snewlin im Hof und dann an die Herren Malterer verkauft.
Mit dem Tod von Hesso V. von Üsenberg, dem Letzten des Geschlechts, im Jahre 1379 war die Burg zusehends verfallen und wurde ab 1399 als Steinbruch für den Bau des Riegler Schlosses genutzt.
Inzwischen wurde auf dem Michaelsberg rund um die Kapelle ein Platz mit einer Informationstafel eingerichtet.